# کهلا (خدابنده)
کهلا نام روستائی می‌باشد در بخش بزینه‌رود، شهرستان خدابنده در استان زنجان.

## بزرگان و اندیشمندان
- سرهنگ حسینقلی خان بیگدلی
- یدالله خان بیگدلی - اسلحه‌دارباشی
- پروفسور دکتر غلامحسین بیگدلی
- دکتر تاج‌الملوک بیگدلی
- آیت‌الله حاج سید نعمت‌الله حسینی کهلایی

)

## کهلیه سلام
کهلیه سلام نام کتابی می‌باشد که پروفسور دکتر غلامحسین بیگدلی به زبان ترکی آذری نوشته است.
نمونه‌ای از این شعر بدین شرح است:
| کهله سن سن آتا بابا اجُاقیم     |  | یُوردوم، یووام، سکنیم، اتل دایاقیم |
| کوشینم، گونشینیم، چمنیم، باغیم |  | گوزل کهله، کویچک کهله، خان کهله   |
| شرف کهله، شوکت کهله، شان کهله  |  | مقدس دیرقایان، داشین تورپاقین     |
| صفالی دیر آرخین، چمنین، باغین  |  | مرجان دیرقو لارین، اینچی داغین    |
| قارتال یواسی، مردلد قالاسی     |  | گو پیچک خیرمنی، غنچه تارلاسی      |